# Grodzisko (Mazovie)
Pour les articles homonymes, voir Grodzisko.
Grodzisko (prononciation : [ɡrɔˈd͡ʑiskɔ]) est un village polonais de la gmina de Stara Błotnica dans le powiat de Białobrzegi de la voïvodie de Mazovie dans le centre-est de la Pologne.
Il se situe à environ 13 kilomètres au sud-est de Białobrzegi (siège du powiat) et à 72 kilomètres au sud de Varsovie (capitale de la Pologne).
Le village possède approximativement une population de 300 habitants.

## Histoire
De 1975 à 1998, le village appartenait administrativement à la voïvodie de Radom.